# Kirjasjärvi
Kirjasjärvi är en sjö i kommunen Sastamala i landskapet Birkaland i Finland. Sjön ligger 86,5 meter över havet. Arean är 77 hektar och strandlinjen är 5,23 kilometer lång. Sjön  ingår i Kumo älvs huvudavrinningsområde.   Den ligger omkring 51 km väster om Tammerfors och omkring 200 km nordväst om Helsingfors. 
Kirjasjärvi ligger söder om Märkäjärvi och avskiljs från denna genom ön Vohlasaari.